# Gailtalbahn
| 5022 031 im Bahnhof Kötschach-Mauthen. (Oktober 2016) |                                                                            |                                                     |                                                     |
| |                                                                            |                                                     |                                                     |
| Streckennummer (ÖBB): | 451 01                                                                     |                                                     |                                                     |
| Kursbuchstrecke (ÖBB): | 670                                                                        |                                                     |                                                     |
| Streckenlänge: | 61,714 km                                                                  |                                                     |                                                     |
| Spurweite: | 1435 mm (Normalspur)                                                       |                                                     |                                                     |
| Streckenklasse: | Arnoldstein–km 3,050 D4 km 3,050–Hermagor D3 Hermagor–Kötschach-Mauthen B2 |                                                     |                                                     |
| Stromsystem: | Arnoldstein–Hermagor 15 kV 16,7 Hz ~                                       |                                                     |                                                     |
| Maximale Neigung: | 17 ‰                                                                       |                                                     |                                                     |
| Streckengeschwindigkeit: | 80 km/h                                                                    |                                                     |                                                     |
| |                                                                            |                                                     |                                                     |
| \| \| \| von Villach (Rudolfsbahn) \| \| \| \| 0,000 \| Arnoldstein \| 567 m ü. A. \| \| \| \| nach Tarvisio (Rudolfsbahn) \| \| \| \| 1,542 \| Anschlussgleis (Firma Euro Nova Industriepark) \| Anschlussgleis (Firma Euro Nova Industriepark) \| \| \| 1,597 \| Anschlussgleis (Firma Euro Nova Industriepark) \| Anschlussgleis (Firma Euro Nova Industriepark) \| \| \| 2,717 \| Anschlussgleis (Firma Asphalt & Beton GmbH NFG OHG) \| Anschlussgleis (Firma Asphalt & Beton GmbH NFG OHG) \| \| \| \| Süd Autobahn \| \| \| \| \| Gail \| \| \| \| 8,850 \| Nötsch \| 559 m ü. A. \| \| \| 12,400 \| Emmersdorf \| Emmersdorf \| \| \| 13,240 \| Emmersdorf im Gailtal \| 563 m ü. A. \| \| \| 16,462 \| St. Stefan-Vorderberg \| 561 m ü. A. \| \| \| 22,245 \| Görtschach-Förolach \| 570 m ü. A. \| \| \| 25,496 \| Pressegger See \| 572 m ü. A. \| \| \| 27,869 \| Vellach-Khünburg \| 590 m ü. A. \| \| \| 30,686 \| Hermagor Zugleitbahnhof \| 590 m ü. A. \| \| \| 31,021 \| Infrastrukturgrenze Gailtalbahn Betriebs GmbH \| Infrastrukturgrenze Gailtalbahn Betriebs GmbH \| \| \| 33,3 \| ehem. Anschlussgleis (Firma Jenul GmbH) \| ehem. Anschlussgleis (Firma Jenul GmbH) \| \| \| 34,543 \| Postran (PV bis 10. Dez. 2016) \| 583 m ü. A. \| \| \| 36,580 \| Watschig (PV bis 10. Dez. 2016) \| 591 m ü. A. \| \| \| 38,292 \| Tröpolach (PV bis 10. Dez. 2016) \| 595 m ü. A. \| \| \| 40,829 \| Rattendorf-Jenig (PV bis 10. Dez. 2016) \| 602 m ü. A. \| \| \| 42,730 \| Waidegg (PV bis 10. Dez. 2016) \| 605 m ü. A. \| \| \| 46,702 \| Kirchbach im Gailtal (PV bis 10. Dez. 2016) \| 622 m ü. A. \| \| \| 49,020 \| Reisach (PV bis 10. Dez. 2016) \| 626 m ü. A. \| \| \| 51,915 \| Gundersheim im Gailtal (PV bis 10. Dez. 2016) \| 637 m ü. A. \| \| \| 55,140 \| Dellach im Gailtal (PV bis 10. Dez. 2016) \| 655 m ü. A. \| \| \| 57,274 \| St. Daniel (PV bis 10. Dez. 2016) \| 666 m ü. A. \| \| \| 61,714 \| Kötschach-Mauthen (PV bis 10. Dez. 2016) \| 710 m ü. A. \| |                                                                            |                                                     |                                                     |
| Strecke |                                                                            | von Villach (Rudolfsbahn)                           | von Villach (Rudolfsbahn)                           |
| Bahnhof | 0,000                                                                      | Arnoldstein                                         | 567 m ü. A.                                         |
| Abzweig geradeaus und nach links |                                                                            | nach Tarvisio (Rudolfsbahn)                         | nach Tarvisio (Rudolfsbahn)                         |
| Abzweig geradeaus und von rechts | 1,542                                                                      | Anschlussgleis (Firma Euro Nova Industriepark)      | Anschlussgleis (Firma Euro Nova Industriepark)      |
| Abzweig geradeaus und von links | 1,597                                                                      | Anschlussgleis (Firma Euro Nova Industriepark)      | Anschlussgleis (Firma Euro Nova Industriepark)      |
| Abzweig geradeaus und nach links | 2,717                                                                      | Anschlussgleis (Firma Asphalt & Beton GmbH NFG OHG) | Anschlussgleis (Firma Asphalt & Beton GmbH NFG OHG) |
| |                                                                            | Süd Autobahn                                        |                                                     |
| Brücke über Wasserlauf |                                                                            | Gail                                                | Gail                                                |
| Bahnhof | 8,850                                                                      | Nötsch                                              | 559 m ü. A.                                         |
| ehemaliger Haltepunkt / Haltestelle | 12,400                                                                     | Emmersdorf                                          | Emmersdorf                                          |
| Haltepunkt / Haltestelle | 13,240                                                                     | Emmersdorf im Gailtal                               | 563 m ü. A.                                         |
| Bahnhof | 16,462                                                                     | St. Stefan-Vorderberg                               | 561 m ü. A.                                         |
| Haltepunkt / Haltestelle | 22,245                                                                     | Görtschach-Förolach                                 | 570 m ü. A.                                         |
| Haltepunkt / Haltestelle | 25,496                                                                     | Pressegger See                                      | 572 m ü. A.                                         |
| Haltepunkt / Haltestelle | 27,869                                                                     | Vellach-Khünburg                                    | 590 m ü. A.                                         |
| Bahnhof | 30,686                                                                     | Hermagor Zugleitbahnhof                             | 590 m ü. A.                                         |
| Wechsel des Eisenbahninfrastrukturunternehmens | 31,021                                                                     | Infrastrukturgrenze Gailtalbahn Betriebs GmbH       | Infrastrukturgrenze Gailtalbahn Betriebs GmbH       |
| Abzweig geradeaus und ehemals von rechts | 33,3                                                                       | ehem. Anschlussgleis (Firma Jenul GmbH)             | ehem. Anschlussgleis (Firma Jenul GmbH)             |
| ehemaliger Haltepunkt / Haltestelle | 34,543                                                                     | Postran (PV bis 10. Dez. 2016)                      | 583 m ü. A.                                         |
| ehemaliger Haltepunkt / Haltestelle | 36,580                                                                     | Watschig (PV bis 10. Dez. 2016)                     | 591 m ü. A.                                         |
| ehemaliger Haltepunkt / Haltestelle | 38,292                                                                     | Tröpolach (PV bis 10. Dez. 2016)                    | 595 m ü. A.                                         |
| ehemaliger Bahnhof | 40,829                                                                     | Rattendorf-Jenig (PV bis 10. Dez. 2016)             | 602 m ü. A.                                         |
| ehemaliger Haltepunkt / Haltestelle | 42,730                                                                     | Waidegg (PV bis 10. Dez. 2016)                      | 605 m ü. A.                                         |
| ehemaliger Haltepunkt / Haltestelle | 46,702                                                                     | Kirchbach im Gailtal (PV bis 10. Dez. 2016)         | 622 m ü. A.                                         |
| ehemaliger Haltepunkt / Haltestelle | 49,020                                                                     | Reisach (PV bis 10. Dez. 2016)                      | 626 m ü. A.                                         |
| ehemaliger Haltepunkt / Haltestelle | 51,915                                                                     | Gundersheim im Gailtal (PV bis 10. Dez. 2016)       | 637 m ü. A.                                         |
| ehemaliger Bahnhof | 55,140                                                                     | Dellach im Gailtal (PV bis 10. Dez. 2016)           | 655 m ü. A.                                         |
| ehemaliger Haltepunkt / Haltestelle | 57,274                                                                     | St. Daniel (PV bis 10. Dez. 2016)                   | 666 m ü. A.                                         |
| ehemaliger Kopfbahnhof Streckenende | 61,714                                                                     | Kötschach-Mauthen (PV bis 10. Dez. 2016)            | 710 m ü. A.                                         |

Die Gailtalbahn ist eine eingleisige, zwischen Arnoldstein und Hermagor elektrifizierte Eisenbahnstrecke der ÖBB, die in Arnoldstein von der Rudolfsbahn Villach–Italien abzweigt und durch das Gailtal über Hermagor nach Kötschach-Mauthen führt. Die Strecke im Abschnitt Hermagor–Kötschach-Mauthen wurde Ende 2016 eingestellt und in eine Anschlussbahn umgewandelt. Unter Einheimischen trägt die Bahn den Spitznamen „Sasaka-Express“.

## Geschichte

### Eröffnung Arnoldstein–Hermagor

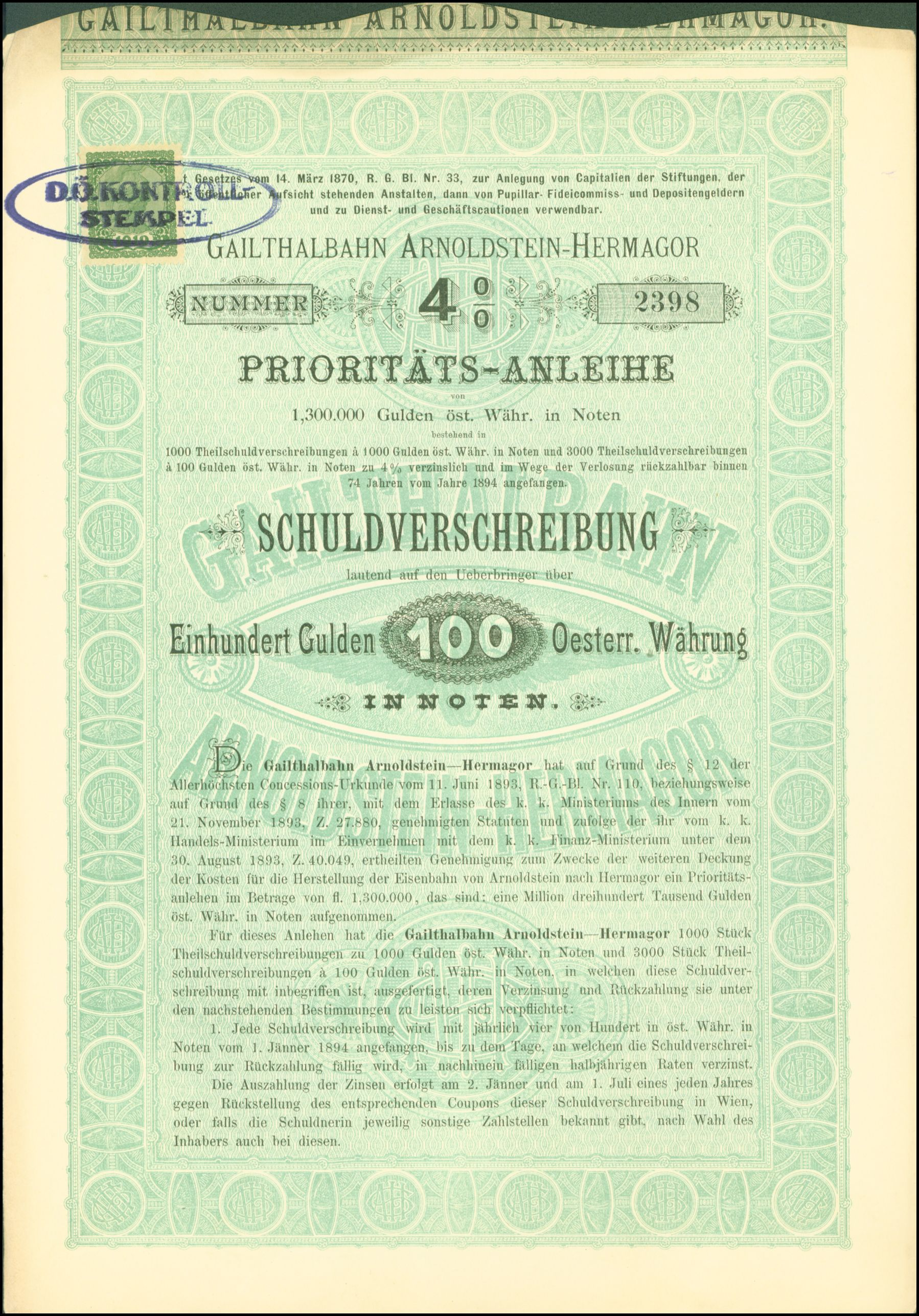
Prioritätsanleihe über 100 Gulden der Gailthalbahn vom 6. April 1894

Errichtet wurde die Gailtalbahn auf Initiative des Arnoldsteiner Fabrikanten Felix von Mottony. Die Erteilung der Konzession erfolgte am 11. Juni 1893. Im Jahr 1894 wurden für den Bau 2.500 Stück Stammaktien zu 100 Gulden 1.500 Stück Prioritätsaktien zu 100 Gulden aufgelegt. Das Land Kärnten übernahm 1.000 Stück dieser Aktien. Darüber hinaus wurden 3.500 Stück Prioritätsanleihen zu 100 Gulden und 1.000 Stück zu 1.000 Gulden mit 4-prozentiger Verzinsung aufgelegt. Das Gesamtkapital betrug demnach 800.000 Gulden. Nach der Währungsreform von 1925 wurde 1926 das Nominale auf fünf Schilling umgewertet.
Bei der Errichtung traten keine nennenswerten Probleme auf, der erste Teilabschnitt von Arnoldstein bis Hermagor konnte am 11. August 1894 eröffnet werden. An diesem Tag nahmen 310 Personen an der Fahrt mit dem ersten Zug teil, der mit der 60 m lange Brücke über die Gail das damit größte Bauwerk der Gailtalbahn überquerte.

### Verlängerung bis Kötschach-Mauthen
Da die Gailtalbahn in der Zeit des Ersten Weltkriegs für den Nachschub zum Plöckenpass in den Karnischen Alpen eine wichtige Rolle spielte, wurde sie erst in dieser Zeit verlängert. Am 13. Dezember 1915 nahm die – vorwiegend von rund 6000 Kriegsgefangenen gebaute – k.u.k. Heeresbahn Hermagor–Kötschach-Mauthen den Betrieb auf. Nachdem die Heeresbahn durch Kriegseinwirkung zwischenzeitlich unbefahrbar geworden war, wurde nach Kriegsende dieser Abschnitt in eine reguläre Bahnstrecke umgebaut. Die Eröffnung des Güterverkehrs bis Dellach und des Personenverkehrs bis Kötschach-Mauthen erfolgte am 1. Februar 1918. Erst ab 1. Juni 1918 wurde die gesamte Strecke bis Kötschach-Mauthen für den Gesamtverkehr freigegeben.

### Fahrzeugeinsatz

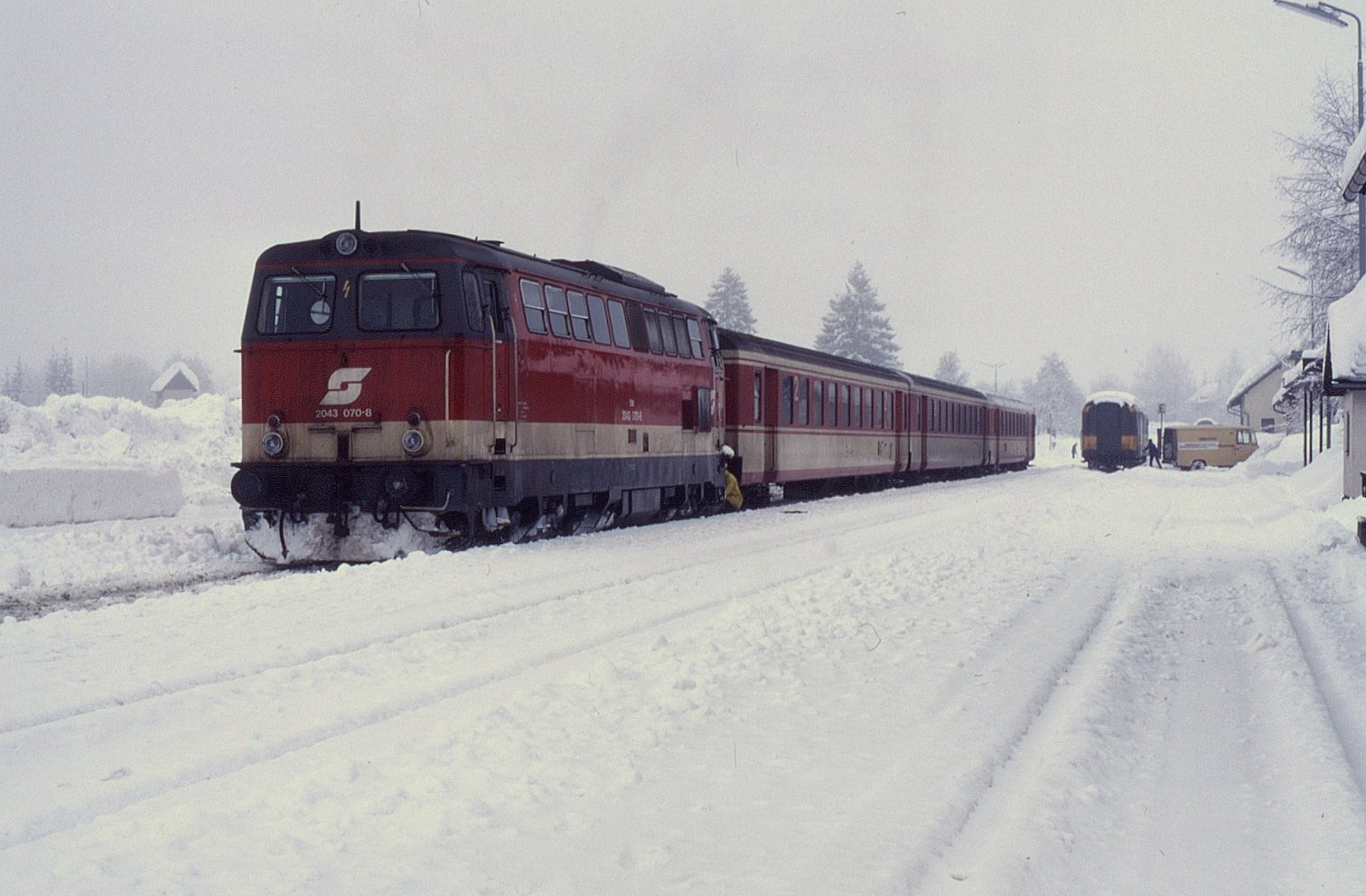
Regionalzug mit 2043 in Kötschach-Mauthen, auf dem Gleis daneben wird noch Postverladung durchgeführt. (1991)
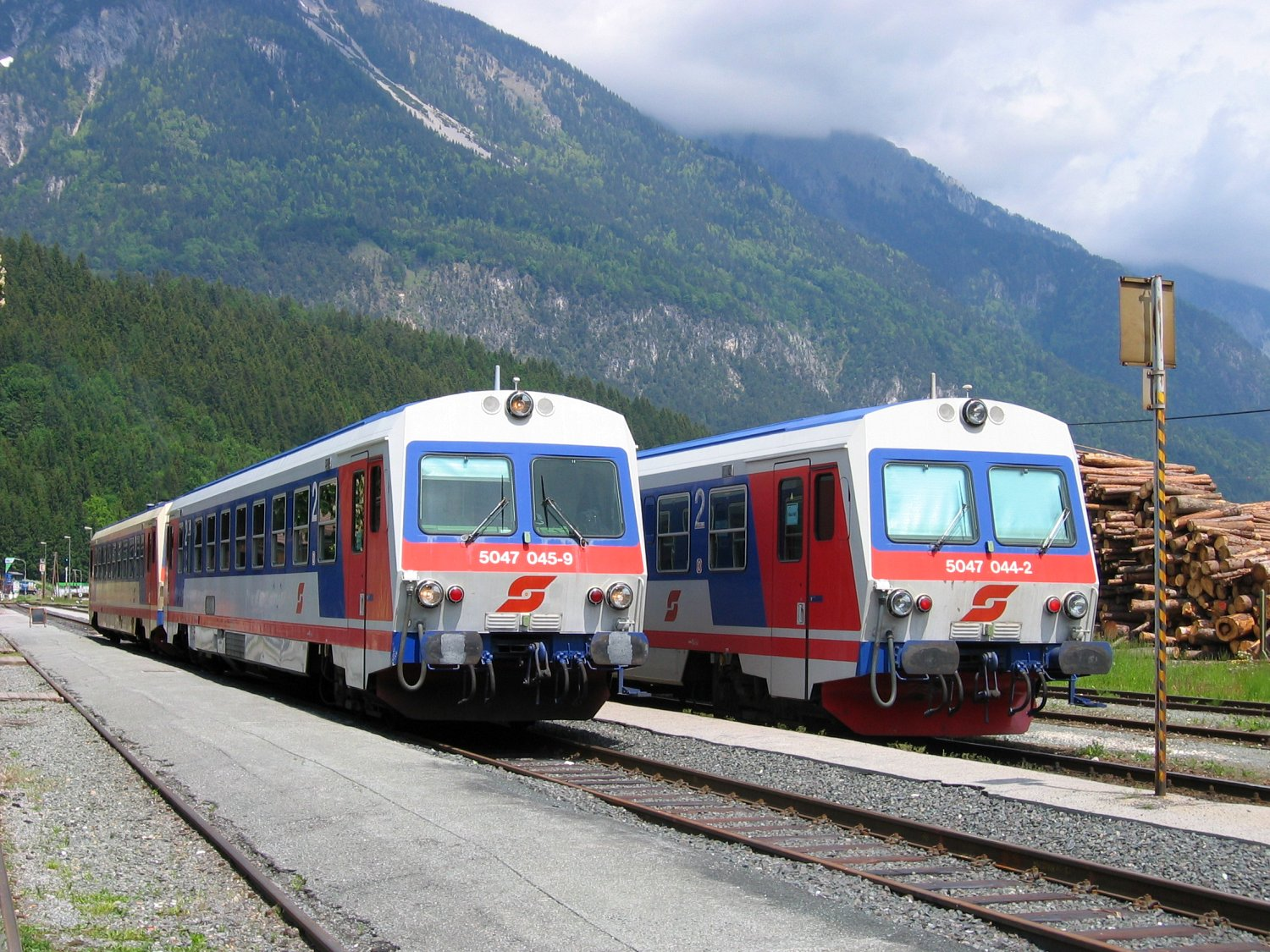
Triebwagen der Reihe 5047 in Hermagor (2004)
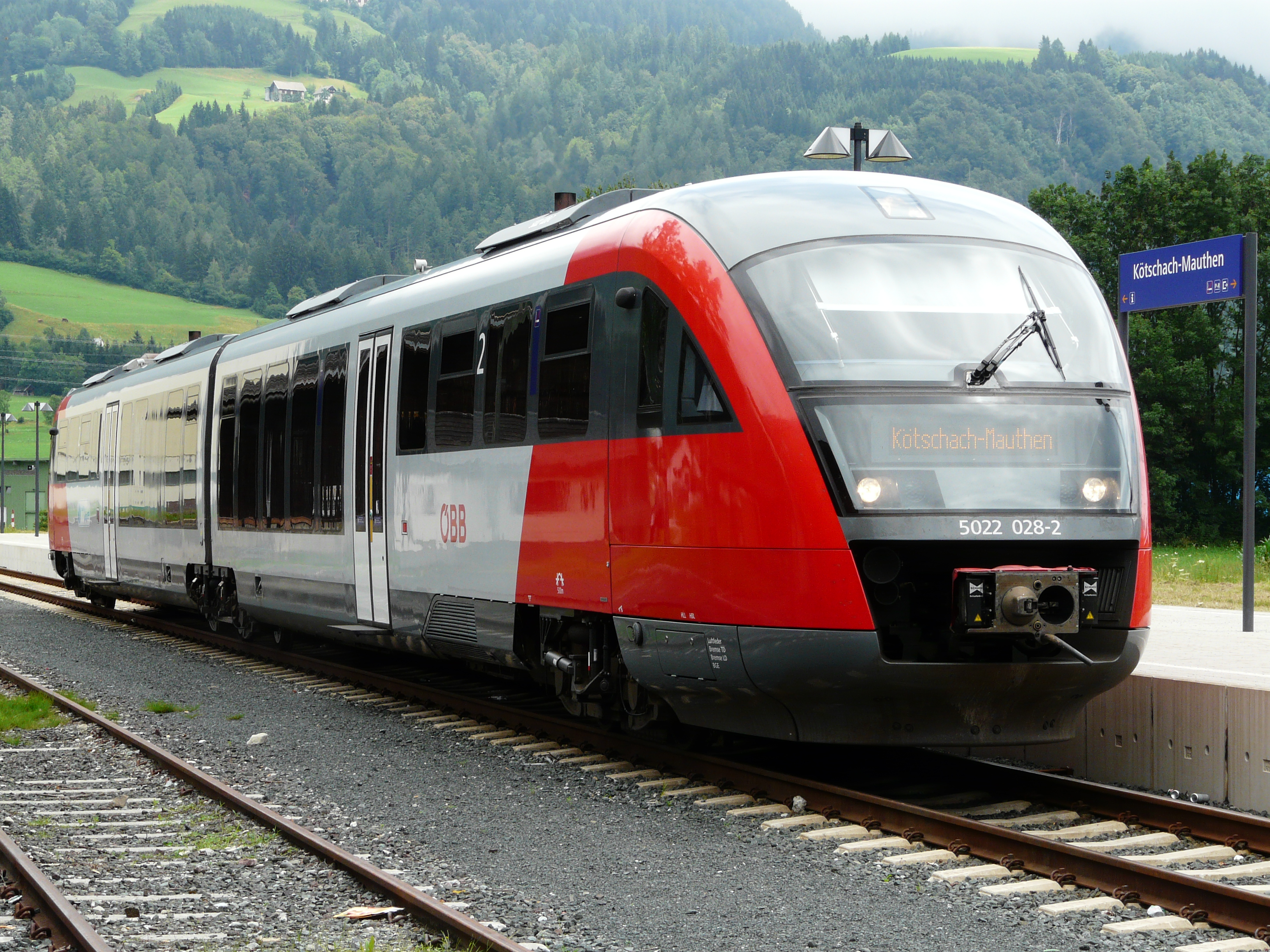
Triebwagen der Reihe 5022 im ehemaligen Endbahnhof Kötschach-Mauthen (2011)
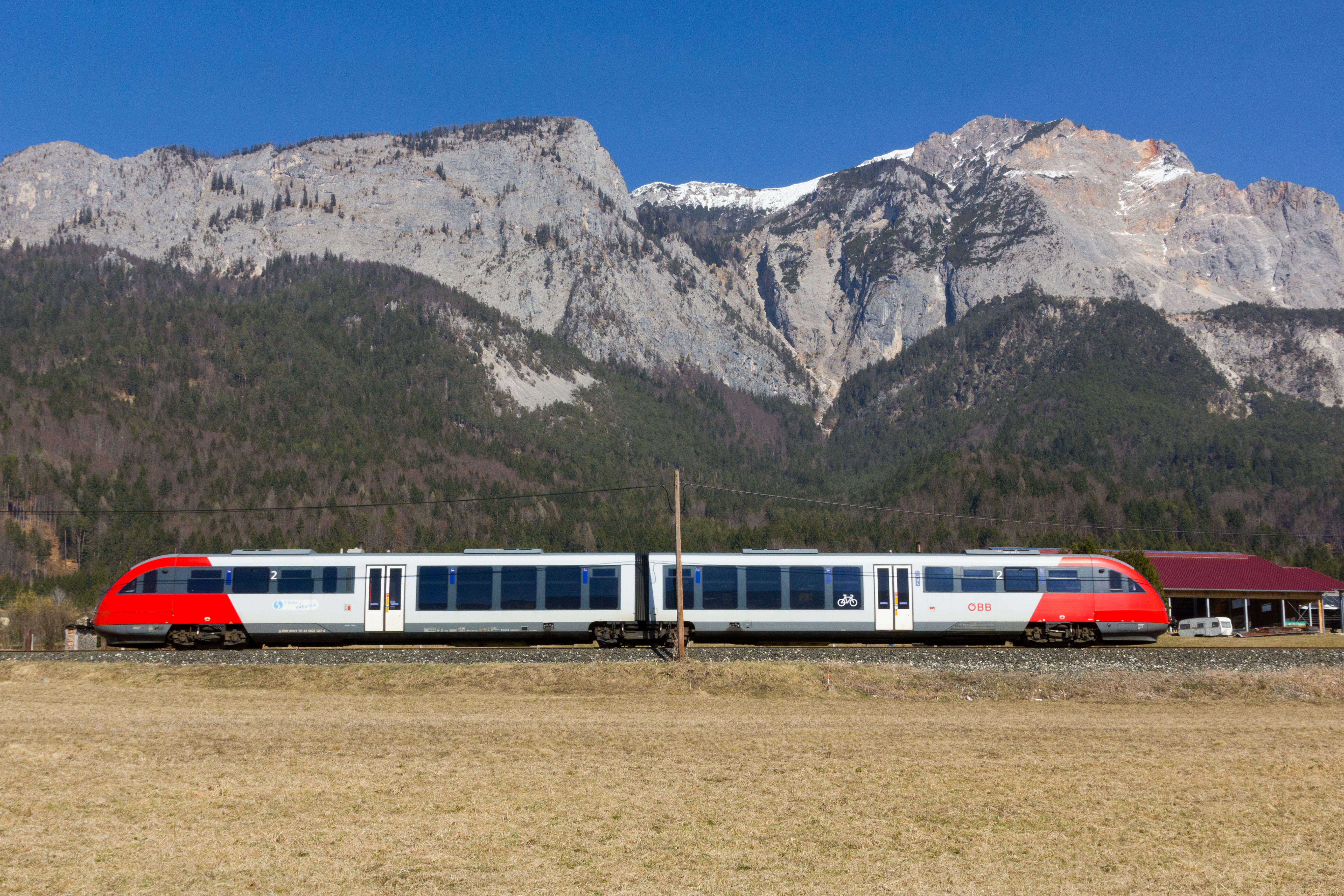
5022 unterwegs am Fuß des Dobratsch

### Zugleitbetrieb
1993 wurde die Gailtalbahn von den ÖBB mit einem Zugleitbetrieb ausgestattet. Zugleitbahnhof war der Bahnhof Hermagor, von wo aus der Zugbetrieb auf der gesamten Strecke gesteuert wurde.
Nach Abschluss der Modernisierung und Elektrifizierung der Strecke wurde ab Dezember 2019 der Zugleitbetrieb auf der Strecke Arnoldstein – Hermagor aufgegeben. Die Bahnhöfe Nötsch und Hermagor erhielten ein neues ESTW. Die Strecke wird vom Großverschiebebahnhof Villach Süd aus ferngesteuert.

### 100-jähriges Bestehen
Anlässlich des 100-jährigen Bestehens wurde von der Österreichischen Post am 17. Juni 1994 eine von Hannes Margreiter und Gerhart Schmirl gestaltete Sonderbriefmarke im Nominale von 5,50 öst. Schilling (ca. 0,40 Euro) aufgelegt.

### Triebwagen und Wendezüge
Seit dem 26. Juli 2007 bis am 6. Mai 2019 wurden auf der Gailtalbahn zumeist Fahrzeuge der Reihe 5022 eingesetzt, zudem wurden einzelne Kurse mit CityShuttle-Wendezügen und Diesellokomotiven der Reihe 2016 geführt.
Nach der Teilelektrifizierung fahren dort Elektrotriebwagen der Reihen 4024 und 4746.

### Zukunft Hermagor–Kötschach-Mauthen

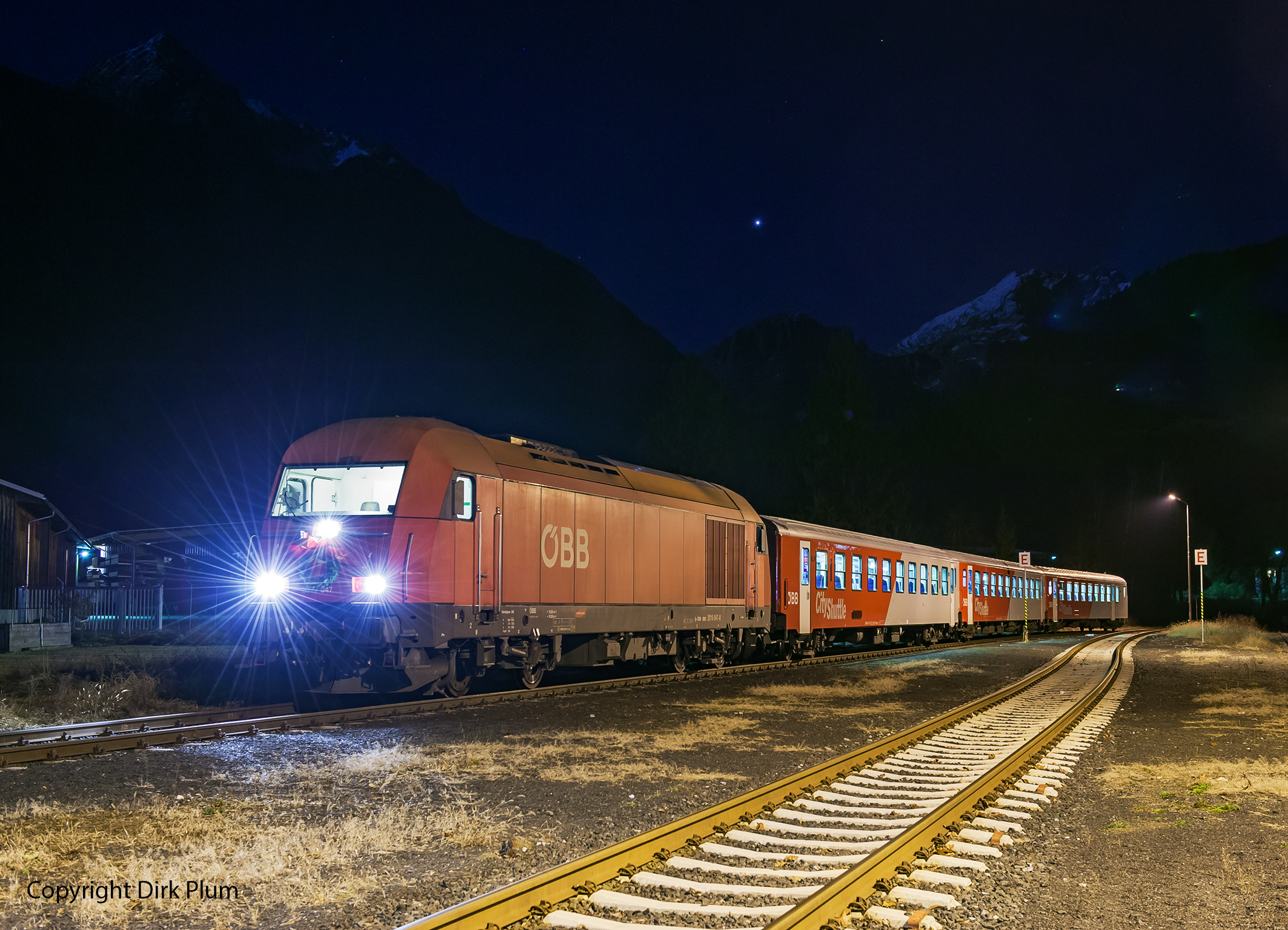
Der letzte Personenzug am 10. Dezember 2016

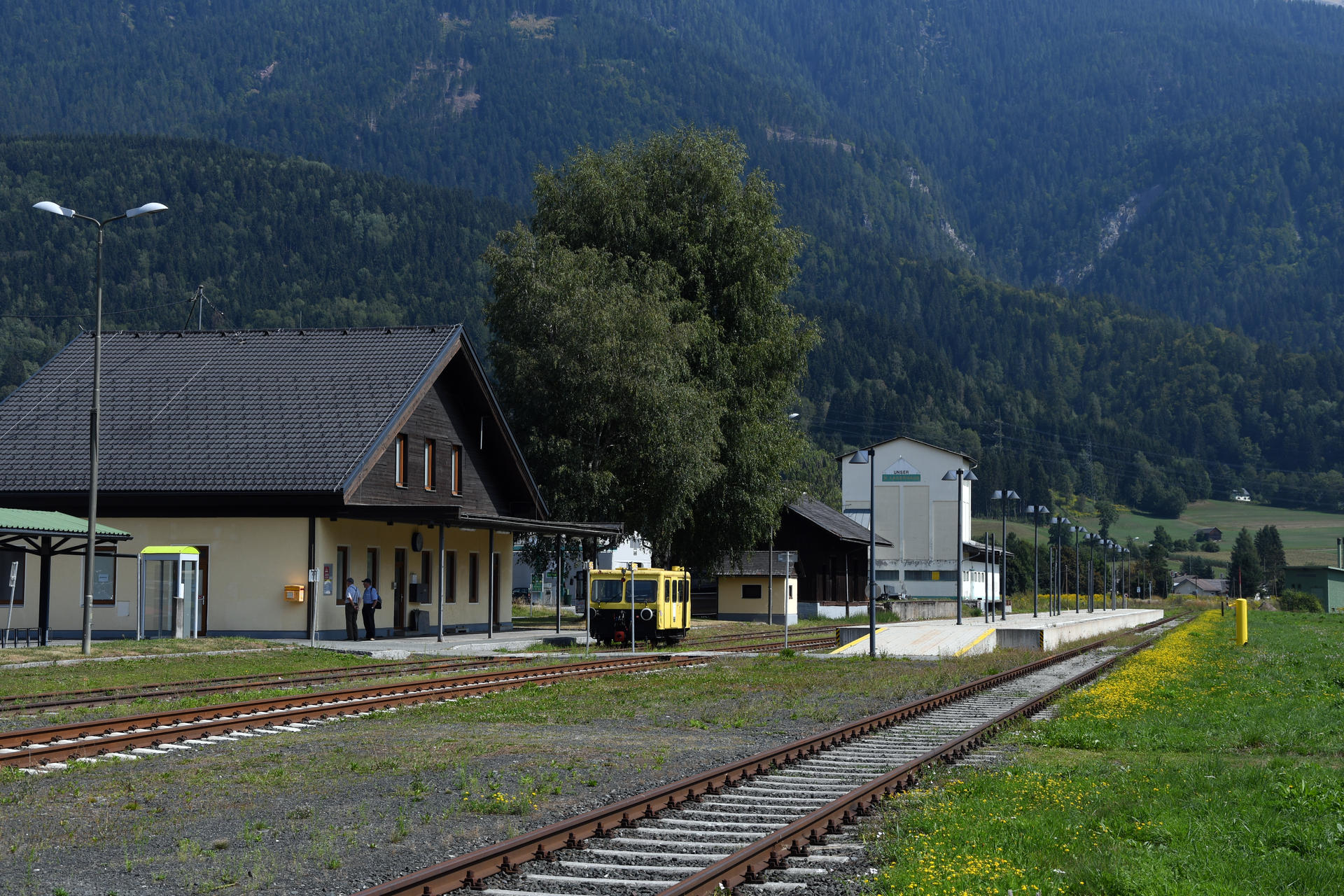
Bahnhof Kötschach-Mauthen mit „Postkastl“

Mit 11. Dezember 2016 wurde die Strecke zwischen Hermagor und Kötschach-Mauthen nach 101 Jahren Betrieb eingestellt.
Zur letzten Fahrt am Samstagabend 10. Dezember 2016 kamen Hunderte Gailtaler zum Bahnhof Kötschach-Mauthen, der Zug wurde auch in mehreren Haltestellen verabschiedet.
Ursprünglich war geplant, die aufgelassene Strecke vollständig abzutragen und die Flächen zu verkaufen. Durch den Einsatz des im Jahr 2016 gegründeten Verein Gailtalbahn konnte erreicht werden, dass von einer Stilllegung Abstand genommen wurde und die Strecke weiterhin als möglicher Transportweg in Katastrophenfällen vorgehalten wird. Die Strecke wurde daher auch in das Katastrophenschutzprogramm des Landes Kärnten integriert.
Der Verein Gailtalbahn gründete daraufhin die Gailtalbahn Betriebs GmbH und unterzeichnete einen Nutzungsvertrag mit dem Land Kärnten für mindestens 15 Jahre. Dieser Vertrag sieht eine touristische Nachnutzung der Strecke vor, um diese vor dem Verfall zu bewahren und sie dauerhaft zu nutzen. Zu Beginn soll ab 2020 die Strecke mit der „Gailtal-Draisine“ zwischen Mai und Oktober genutzt werden.
Weiters wurde von der Gailtalbahn Betriebs GmbH die Umwandlung in eine Anschlussbahn mit beschränkt öffentlichen Verkehr angestrebt, um auch den Güterverkehr auf der Strecke reaktivieren zu können und Sonderzüge führen zu können. Das Anschlussbahnverfahren wurde im August 2019 erfolgreich abgeschlossen. Im Mai 2021 befuhr erstmals wieder ein Güterzug die obere Gailtalbahn zwischen Hermagor und Rattendorf-Jenig zu Test- und Probezwecken.
Im Mai 2022 wurde nach intensiver Vorbereitung durch die ehrenamtlichen Mitglieder des Vereins bekannt gegeben, dass man noch 2022 mit einem probeweisen Güterverkehr starten möchte, nachdem sich die regionale Wirtschaft für eine Reaktivierung starkgemacht hat.
Im Oktober 2022 konnten mit dem Holzgroßbetrieb Mayr-Melnhof mit Sitz in Leoben und der Steiermarkbahn zwei kompetente Partner gefunden werden. Nach intensiven Gesprächen und der schlussendlichen Zustimmung durch das Land Kärnten wurde beschlossen, erstmals zwei Probezüge mit Rundholz von Kötschach-Mauthen nach Leoben zu schicken.
Am 2. November 2022 befuhr somit das erste Mal seit 2012 wieder ein Güterzug die gesamte Strecke. Insgesamt 15 Waggons mit einer Zuglänge von 320 Metern wurden durch eine Lok der Reihe 2016 der Steiermarkbahn nach Kötschach-Mauthen überstellt und sogleich mit rund 1000 Festmeter Rundholz beladen. Da der Zug für den Abschnitt Hermagor – Arnoldstein zu lang und zu schwer war, wurde er in zwei Teilen am 3. November und 4. November 2022 wieder aus dem Gailtal überstellt. Mit nur einer Fahrt konnten so bis zu 80 LKW-Fahrten im Gailtal eingespart werden.
Die Erkenntnisse dieser ersten Befahrung werden genutzt, um mögliche Schwächen und Verbesserungspotentiale ausfindig zu machen und um den Verkehr zu optimieren. Mit einem zweiten Testzug, der – je nach Witterung – noch 2022 oder im Frühjahr 2023 fahren soll, möchte man dann die gewonnenen Erkenntnisse in die Tat umsetzen. Für einen regulären Planbetrieb werden die jährlichen Kosten zur Erhaltung der 31 Kilometer langen Strecke mit rund 300.000 € beziffert.
Der Kärntner Verkehrslandesrat Sebastian Schuschnig (ÖVP), zeigte sich erfreut über den erfolgreichen Probezug und versprach, eine Machbarkeitsstudie zur Reaktivierung der Gailtalbahn durchzuführen.
Als langfristiges Ziel hofft der Verein auf einen innovativen regulären Bahnbetrieb.

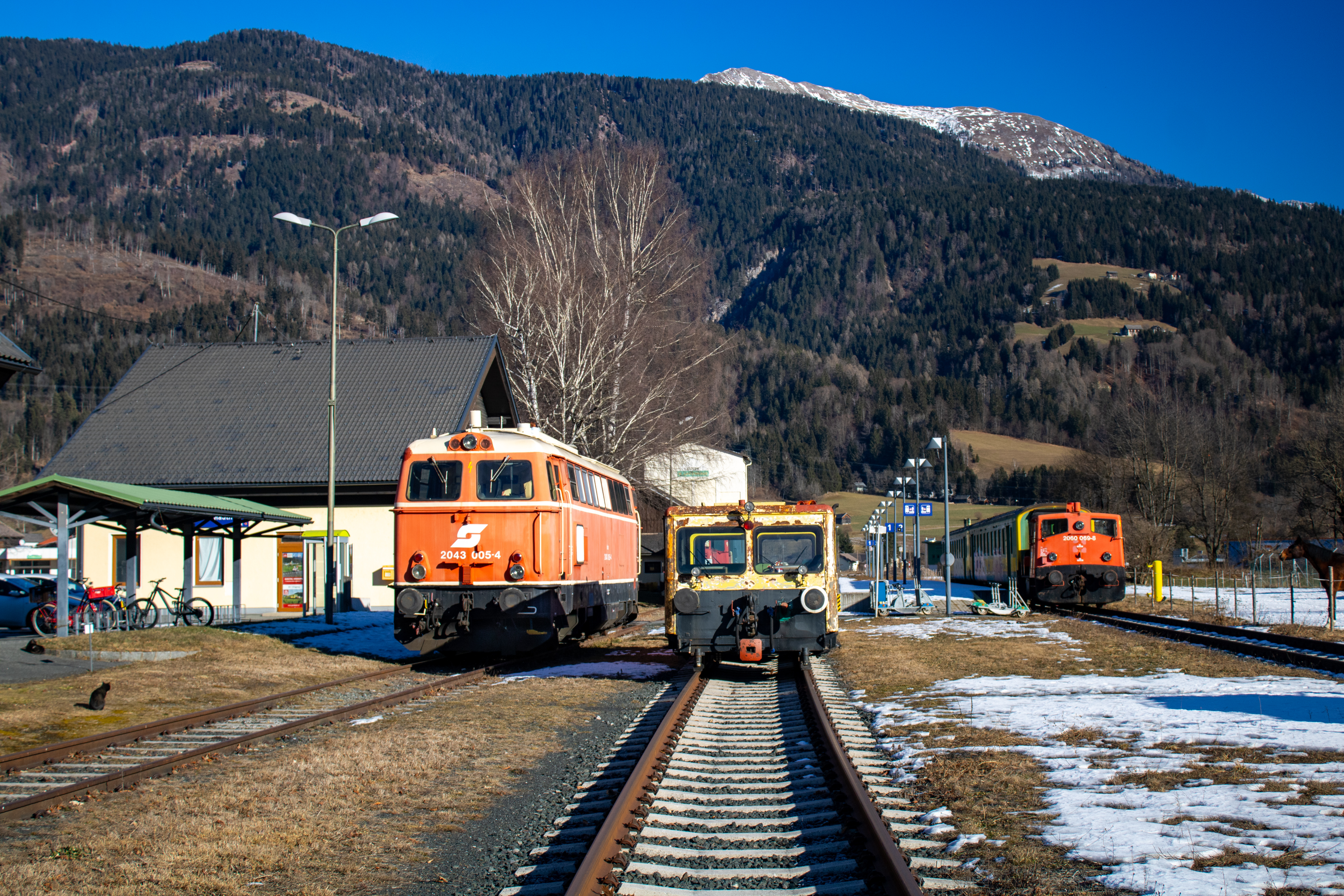
Die ehemaligen ÖBB 2043 005, eine X626 sowie der 2060 069, abgestellt im Bahnhof Kötschach-Mauthen.

Die Gailtalbahn Betriebs GmbH und der Verein sind derzeit im Besitz von mehreren Fahrzeugen, die sich großteils in betriebsfähigen Zustand befinden:
- 3× X 626 inklusive mehrerer Beiwagen
- 2× ÖBB 2060 048 und 069
- 1× ÖBB 2043 005
- 1× Steuerwagen Reihe 6546
- 3× Bauzugwagen
- 1× Containertragwagen
- 1× Mitteleinstiegswagen
- 5× Schlierenwagen

Im Juli 2022 konnte dank einer kreativen Bausteinaktion mit Klemmbausteinen, die ehemalige ÖBB-Diesellok 2043 005 erworben und so die voll funktionsfähige Maschine vor dem Schrott gerettet werden. 2023 stießen insgesamt fünf Schlieren-Waggons aus dem ehemaligen Beständen der Raab-Oedenburg-Ebenfurter Eisenbahn zum Fuhrpark.
Am 23. September 2023 fuhr erstmals seit der Einstellung im Jahr 2016 wieder ein Personenzug von Villach Hbf nach Kötschach-Mauthen und retour. Dabei handelte es sich um einen Dampfsonderzug mit der 93.1332 der NbiK, anlässlich des 25. Käsefests in Kötschach-Mauthen. Die Fahrt war mit 290 Fahrgästen restlos ausverkauft und der Sonderzug wurde von hunderten Personen entlang der Strecke, als auch am Bahnhof Kötschach-Mauthen herzlich empfangen.

### Elektrifizierung und S-Bahn bis Hermagor

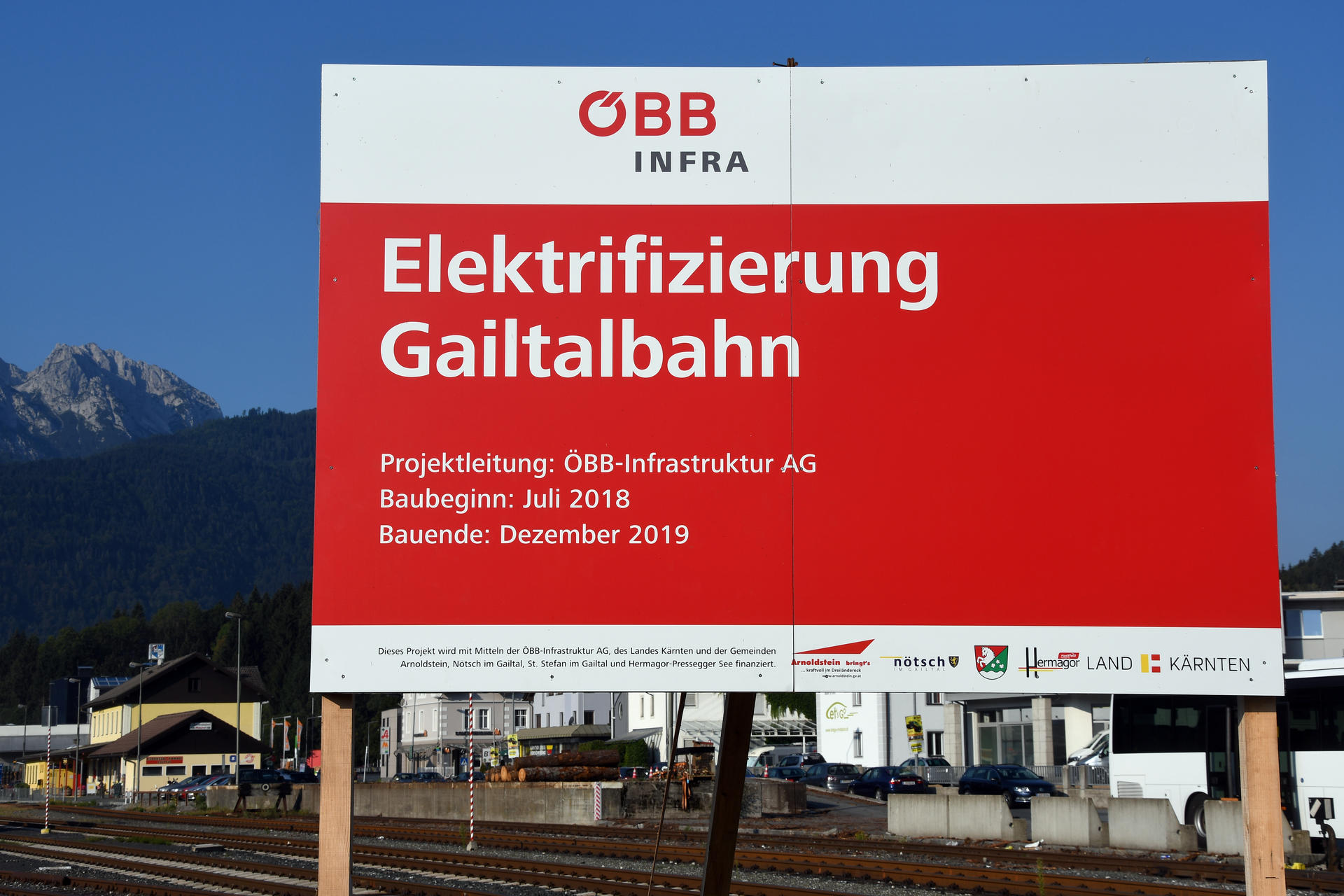
Informationstafel in Hermagor

Die verbleibende Hälfte, der ebenfalls etwa 31 km lange Abschnitt zwischen Arnoldstein und Hermagor, wurde bis 2019 elektrifiziert. Außerdem wurde der Abschnitt Villach bis Hermagor zur Linie S4 der S-Bahn Kärnten aufgewertet. Während der Elektrifizierungsarbeiten war der Betrieb von 9. Juli bis 11. November 2018 und von 6. Mai bis 14. Dezember 2019 eingestellt. Am 15. Dezember 2019 hat die Gailtalbahn zwischen Arnoldstein und Hermagor den elektrischen Betrieb aufgenommen. Im Zuge der Umbaumaßnahmen wurde auch der bisherige Bahnhof Görtschach-Förolach zu einer Haltestelle zurückgebaut und verlor damit Gleis 2. Aufgrund der beengten Platzsituation und des nahe am Gleis 2 stehenden Bahnhofsgebäudes wäre bei einer Elektrifizierung von Gleis 2 der Mindestabstand zum Gebäude unterschritten worden.
Die Elektrifizierung rief viele Kritiker auf den Plan, laut denen es sich hierbei um eine politische „Alibi-Aktion“ des ehemaligen grünen Landesrats Rolf Holub kurz vor den Landtagswahlen handelte. Holub hatte sich vorgenommen, alle Bahnstrecken in Kärnten bis 2021 nur mehr rein elektrisch zu betreiben, was zur vorzeitigen Einstellung der Rosentalbahn, der oberen Gailtalbahn sowie des Abschnitts Wolfsberg – Bad St. Leonhard der Lavanttalbahn führte, obwohl auf allen Strecken der Verkehrsdienstevertrag noch einen Verkehr bis mindestens 2023 vorsah. Die Begründung der Politik war, dass die Gesamtstrecke Arnoldstein – Kötschach-Mauthen nicht mehr im „Zielnetzplan 2025+“ der ÖBB-Infrastruktur angeführt war und somit die Einstellung der gesamten Strecke im Raum stand. Allerdings hätte eine komplette Einstellung durch einen entsprechenden langfristigen Verkehrsdienstevertrag zwischen dem Land Kärnten und den ÖBB mit einer entsprechenden Leistungsbestellung auf der Strecke abgewendet werden können, worauf die Politik nicht näher einging.
Kritische Stimmen und anerkannte Verkehrsplaner werfen dem Land Kärnten und der ÖBB-Infrastruktur auch vor, dass man das Potential der Gailtalbahn, trotz Investitionen von über 61 Millionen Euro, nicht ausnutze und wichtige Verbesserungen der Strecke unberücksichtigt bleiben. So gibt es zum Beispiel keine Anpassungen an der kurvenreichen Streckenführung. Die Fahrzeitverkürzung soll nach Abschluss aller Arbeiten bei rund 6 Minuten liegen, wobei durch den Wegfall von Langsamfahrstellen bei einigen Eisenbahnkreuzungen rund 1,5 Minuten erreicht werden und die restliche Fahrzeitverkürzung von 4,5 Minuten durch die neuen elektrischen Fahrzeuge mit ihrer höheren Beschleunigung und Bremsverzögerung erzielt wird.
Der Güterverkehr bis Hermagor muss teilweise auch weiterhin mit einer Diesellok geführt werden, da in Hermagor nur die beiden Bahnsteiggleise 1 und 2 einen Fahrdraht erhalten, nicht jedoch die Gleise 3 und 5 und die Anschlussbahn des Sägewerks Hasslacher. Seit Februar 2021 verkehren vereinzelt Rundholz-Güterzüge des privaten EVU Salzburger Eisenbahn Transportlogistik nach Hermagor. Es kommen dabei Lokomotiven der Reihe 187 mit Last-Mile-Modul zum Einsatz, die Anschlussbahn des Sägewerks Hasslacher wird mittels Dieselhilfsmotor befahren.
Die 1895 errichtete Stahlfachwerkbrücke über die Gail bei Arnoldstein wurde 2014 restauriert, musste aber 2019 einem Neubau weichen. Erst nach Abschluss der Projektplanung wurde festgestellt, dass die alte Brücke mit einer Spannweite von 61,60 m Länge und 5 m Breite aufgrund ihrer niedrigen Querträger keine Oberleitung tragen kann.
Im Zuge der Elektrifizierung wurde daher Ende August 2019 das 124 Jahre alte Brückentragwerk über die Gail bei Arnoldstein ausgetauscht. Dabei wurde die rund 150 Tonnen schwere alte Brückenkonstruktion in einem Stück mittels eines 750-Tonnen-Raupenkranes ausgehoben. Danach wurde die neue rund 235 Tonnen schwere Stahlfachwerkbrücke mit einer Spannweite von 50 m Länge und 7 m Breite in die neu errichteten Widerlager eingehoben.
Der elektrische Betrieb mit Triebwagen der Reihen 4744 und 4746 wurde mit Fahrplanwechsel 2019/2020 aufgenommen.

## Streckenverlauf
Die Gailtalbahn nimmt im Bahnhof Arnoldstein ihren Ausgang und wendet sich sofort am westlichen Bahnhofskopf in scharfer Rechtskurve Richtung Norden ins Gailitztal von der Rudolfsbahn ab. Die Gailitz durchschneidet hier das Bergsturzgebiet des Dobratsch, und unmittelbar nach ihrer Vereinigung mit der Gail wird diese auch von der Bahnlinie übersetzt, um am Bergfuß des Dobratsch in westlich Richtung nach Nötsch zu gelangen.
Von hier am Fuße der Nordflanke des weiten Gailtals weiter westwärts verlaufend, wird das Haupttal bei Görtschach Richtung Norden ins Becken des Pressegger Sees verlassen. Der sumpfige Beckenboden sowie der See werden abermals am Fuße der nördlichen Bergabhänge passiert und schließlich Hermagor erreicht. Ins Gailtal über eine weite Seitenbachsenke bei Podlanig zurückgekehrt, hält sich die Trasse nun bis Kötschach-Mauthen an der von der Gail aus linken, mithin nördlichen, Talseite meist am flachen Talgrund.